# Pseudosimochromis
Genre
Pseudosimochromis est un genre de poissons téléostéens de la famille des Cichlidés.

## Liste des espèces
Selon FishBase (26 janv. 2017) :
- Pseudosimochromis babaulti (Pellegrin, 1927)
- Pseudosimochromis curvifrons (Poll, 1942)
- Pseudosimochromis margaretae (Axelrod & Harrison, 1978)
- Pseudosimochromis marginatus (Poll, 1956)